# Toyota 1ZZ
Der Toyota 1ZZ-FE ist ein Motor, der in Cambridge, Ontario, gebaut wurde. Die Produktion wurde im Dezember 2007 eingestellt.

## Spezifikationen
Der Hubraum des wassergekühlten 4-Zylinder-4-Takt-Reihenmotors mit 16 Ventilen beträgt 1794 cm³. Die Bohrung beträgt 79 mm, der Hub 91,5 mm bei einer Verdichtung von 10,0 zu 1. Die Leistung liegt je nach Modell zwischen 120 PS (89 kW) bei 5600/min sowie einem Drehmoment von 165 Nm bei 4400/min und 140 PS (104 kW) bei 6400/min und einem Drehmoment von 171 Nm bei 4200/min. Motorblock und Zylinderkopf bestehen aus Aluminium. Weitere Merkmale sind Mehrpunkteinspritzung und bei späteren Versionen variable Ventilsteuerung (VVT-i) durch zwei oben liegende Nockenwellen, die mit Steuerkette angetrieben werden. Zielsetzung der Entwickler war ein leichtes, leistungsfähiges und dabei ökonomisches Aggregat.

## Toyota 1ZZ-FE

### Verwendung
Der Motor wurde bei folgenden Modellen verwendet.
- Toyota Corolla CE/LE/S, Fielder, Runx (Japan), Altis (Asia)
- Toyota Allion
- Toyota Premio
- Toyota Vista
- Toyota Caldina
- Chevrolet Prizm
- Pontiac Vibe
- Toyota Celica GT
- Toyota Matrix XR
- Toyota Avensis
- Toyota Opa
- Toyota Isis
- Toyota RAV4
- Toyota WISH
- Lotus Elise

## Toyota 1ZZ-FED
Der 1ZZ-FED ist baugleich mit dem 1ZZ-FE, wurde aber in Shimoyama, Japan gebaut. Die Leistung betrug 104 kW (140 PS) bei 6400/min und 171 Nm Drehmoment bei 4200/min (Celica S 143 PS).

### Verwendung
Verwendung bei folgenden Modellen:
- Toyota Corolla
- Celica S
- MR2 W3
- Toyota WISH
- Toyota WiLL

#### Leistungssteigerung durch TTE Turbo Kit für den 1 ZZ FED
Dem Ruf nach mehr Leistung im MR 2 Roadster kam TTE (Toyota Team Europe) Toyota Motorsport GmbH in Frechen bei Köln mit der Entwicklung eines Turbokits nach. Bei Montage durch TTE blieb die volle Werksgarantie erhalten.

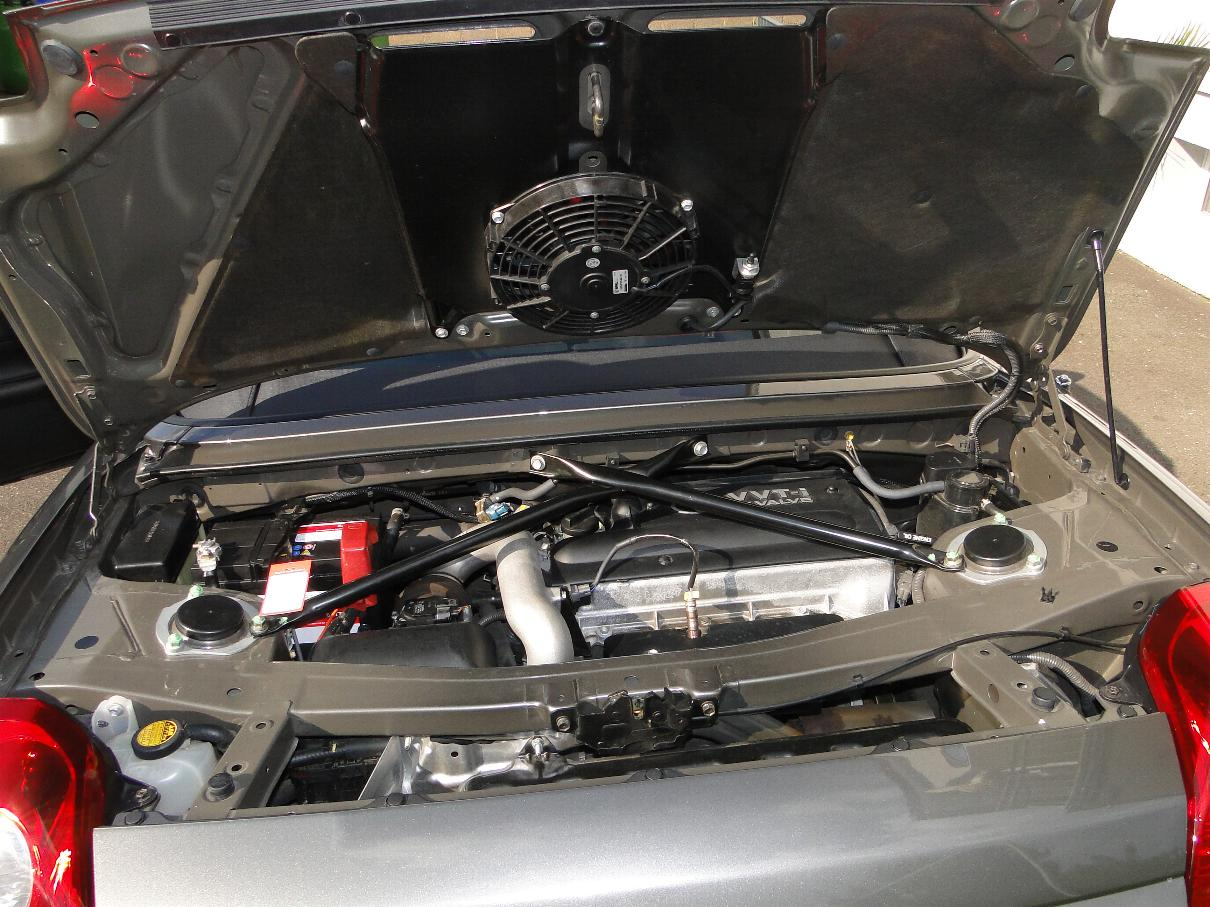
1ZZ FED als Mittelmotor in Toyota MR2 W3 mit nachgerüstetem Garrett Turbolader vom Toyota Team Europe in Frechen

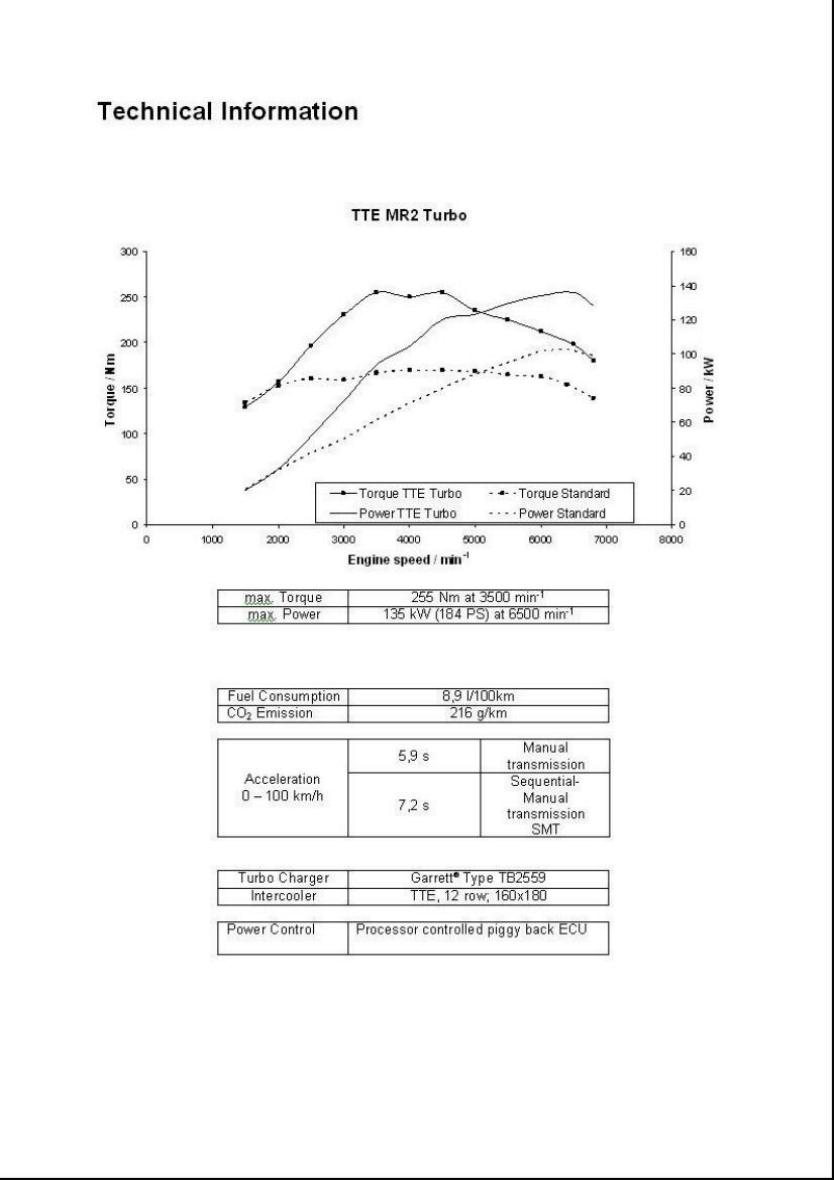
Datenblatt 1ZZ FED/1ZZ FED TTE Turbo